# Barrera interespecífica
Para la medicina (veterinaria sobre todo), la epidemiología y la ecoepidemiología, la barrera interespecífica es una barrera hipotética y simbólica que evita, al menos de forma temporal, la transmisión de una enfermedad desde una especie a otra pertenecientes al mismo género o a la misma familia. 
En este contexto, franquear la barrera interespecífica supone el paso de una patología desde una especie a otra hasta entonces no afectada.
La hipótesis antiguamente aceptada que suponía la existencia de una verdadera barrera entre especies es cada vez más controvertida. Ha sido sobre todo puesta en entredicho por Chastel, quien introduce el concepto de "éxito emergente" entre los nuevos patógenos y enfermedades.
Es posible que en un contexto de globalización con los desplazamientos de animales y de humanos, el traspaso de la barrera interespecífica sea más frecuente de lo que era antaño.
Así para C. Chastel, 

La prétendue barrière d’espèce, censée nous protéger des virus issus du monde animal, domestique ou sauvage, apparaît de plus en plus comme un concept

 La pretendida barrera interespecífica, que supuestamente nos protege de virus procedentes del mundo animal, doméstico o salvaje, es considerada cada vez más como un concepto 

La prétendue barrière d’espèce, censée nous protéger des virus issus du monde animal, domestique ou sauvage, apparaît de plus en plus comme un concept

 y entre los patógenos zoonóticos que pueden pasar de forma relativamente fácil desde especies animales al hombre figuran algunos virus con un gran potencial pandémico :
- Sida
- Gripe pandémica, virus de la gripe de 1918-1919
- SRAS
- Chikunguña[2]
- virus del Nilo Occidental (West Nile)

y más localmente (por ejemplo) ;
- virus Marburg
- Ebolavirus

Ciertos virus han sido factores de emergencias virales que a día de hoy no han tenido éxito (ex: virus H5N1). Los arbovirus, principalmente transmitidos por garrapatas u otros invertebrados hematófagos, se adaptan muy rápidamente a las respuestas inmunitarias de sus hospedadores, ya que a diferencia de los  virus de ADN, sus errores de replicación no son corregidos por una polimerasa, lo que les ofrece una tasa excepcional de mutación (aproximadamente 300 veces más elevada), por lo que cada ciclo replicativo les  permite tener altas posibilidades evolutivas, permitiendo a la metapoblación conservar los genotipos óptimos. Gracias a ello están más capacitados para traspasar la barrera interespecífica.
La barrera interespecífica puede ponerse de manifiesto en distintas etapas del ciclo de reproducción del virus:
- unión entre el virus y los receptores de la célula,
- internalización,
- decapsidación,
- rétrotranscripción[alpha 1]
- entrada en el núcleo,
- integración,
- transcripción,
- traducción,
- formación de las proteínas virales,
- expulsión desde la célula infectada.

A mayor escala, otros factores pueden proteger a los organismos de la interacción con otra especie tales como la diferencia de temperatura del cuerpo o del pH del estómago. Por esta razón el tiempo entre el primer franqueo de la barrera interespecífica y el desarrollo de una potencial epidemia es largo. En el caso del VIH, este lapso temporal ha sido de décadas.